# Habitatge al carrer dels Capitans de Mar, 4 (Premià de Mar)
L'Habitatge al carrer dels Capitans de Mar, 4 és un edifici de Premià de Mar (Maresme) protegit com a Bé Cultural d'Interès Local.

## Descripció
Es tracta d'un edifici a quatre vents de planta rectangular amb estructura de pòrtics de formigó que possibiliten la lliure disposició de les tres plantes de l'edifici.
La façana del carrer és plana. Presenta una composició ordenada amb una finestra correguda al segon pis. La façana posterior, més oberta, dona a un porxo format amb l'estructura de formigó de l'edifici. La coberta és plana i no s'hi pot accedir.